# Харасея
Харасея — деревня в Дмитриевском районе Курской области. Входит в состав Старогородского сельсовета.
Население — 178 человек (2010 год).

## География
Расположен по берегу р. Харасея, тремя кварталами по обеим сторонам дороги 38К-003.

## История
В рыльской межевой книге 1628 года упоминается деревня Хоросея, этимология которой, как определено в одном из сочинений под редакцией профессора И. В. Устинова, предположительно восходит к имени славянского бога Хорса .
Деревня вошла в состав муниципального образования согласно Закону Курской области от 21 октября 2004 года № 48-ЗКО «О муниципальных образованиях Курской области».

## Население
| 2002 | 2010 |
| ---- | ---- |
| 242  | ↘178 |

## Инфраструктура
Личное подсобное хозяйство.
Памятник Марксу.

## Транспорт
Стоит на автодороге 38 ОП РЗ 38К-003 «Дмитриев — Береза — Меньшиково — Хомутовка». Остановка общественного транспорта.